# アルフレッド・フェルヴェー

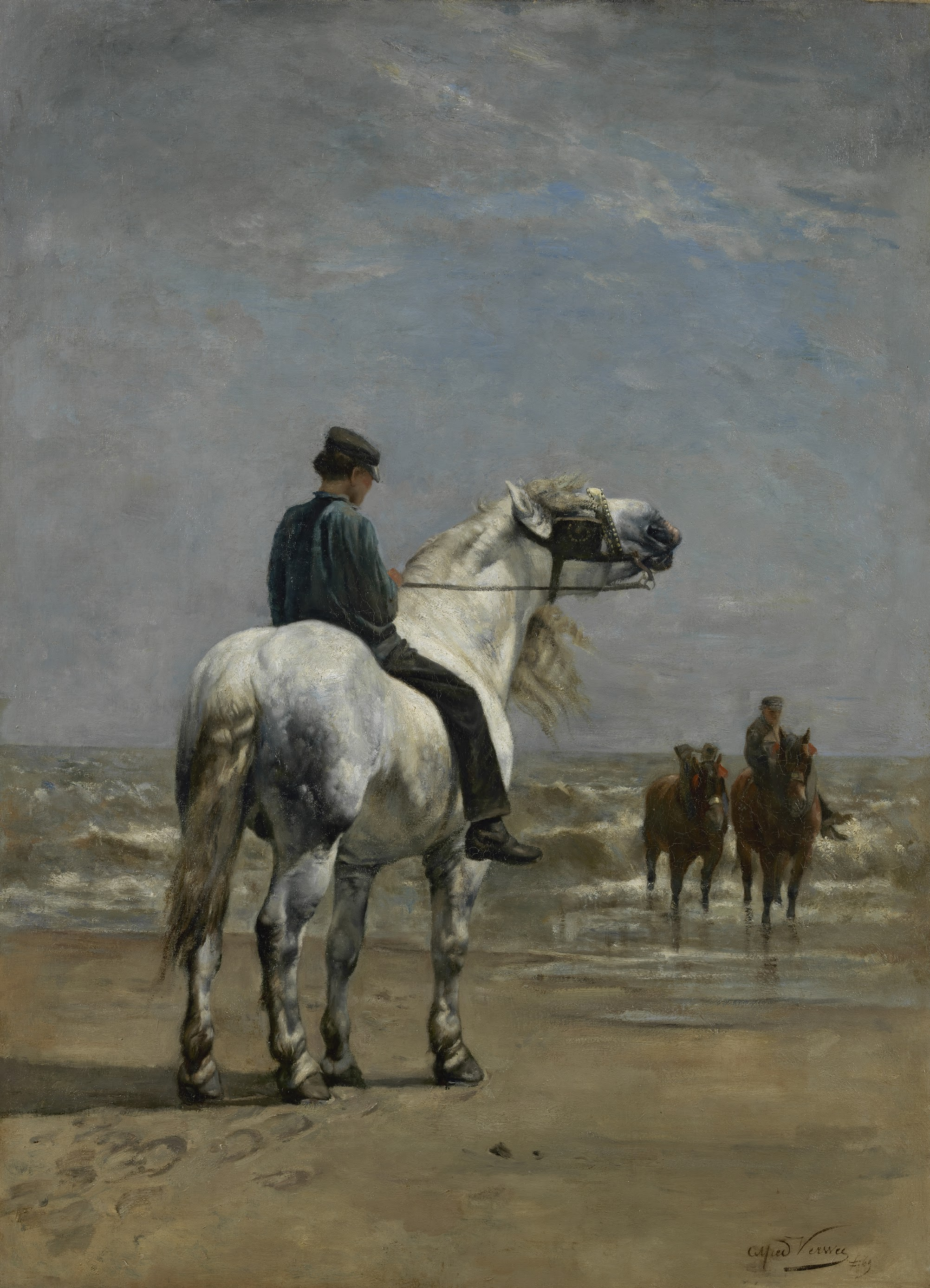
「海辺で」　(1869)、Mesdag Collection

アルフレッド・フェルヴェー（Alfred Jacques Verwee、1838年4月23日 - 1895年9月15日）は、ベルギーの画家、版画家である。動物や風景を題材に描いた作品で知られている。

## 略歴
ブリュッセル首都圏地域のサン＝ジョス＝タン＝ノードに生まれた。父親のルイ＝ピエール・フェルヴェー（Louis-Pierre Verwee: 1807-1877）は画家で、ウジェーヌ・フェルボークホーフェン（1798-1881）の弟子であった。兄のルイ＝シャルル・フェルヴェー（Louis-Charles Verwee: 1832–1882）も画家になった。
はじめ測量士の訓練を受けたが、経済状態のせいで市の進路は断念した。若いころから趣味で絵画を描いていたが、本格的に家畜のいる風景画を描くようになった。父親やルイ・ロブ（1806-1887）、ウジェーヌ・フェルボークホーフェン（1798-1881）や、フランスのバルビゾン派の画家、コンスタン・トロワイヨン（1810-1865）らの作品から影響を受けた。
本格的に画家をめざしたのは15歳ころからで、ブリュッセルで父親と同郷の画家、フランソワ・シャルル・デヴェルト（François Charles Deweirdt: 1799-1855)の私立の美術学校で学んだ。ブリュッセル王立美術アカデミーにも入学したが、出席できたのは少数の授業だけであった。19歳になった1857年にブリュッセルの展覧会に家畜を描いた作品を出展し、1863年の展覧会で金メダルを受賞し、画家として評価されるようになった。
1864年にパリのサロンにも作品が受理され、高名な評論家のテオフィル・ゴーティエに賞賛された。パリでは動物彫刻家のアントワーヌ＝ルイ・バリー（1795-1875）と知り合い、パリで活動するように勧められ、パリにしばらく滞在し、エドゥアール・マネやバルビゾン派の画家たちと交流し、絵画のスタイルも変化させた。
パリ滞在で、経済的な成功は得られないまま1865年にブリュッセルに戻り、ブリュッセルでは後にハーグ派の画家となるヘンドリック・ウィレム・メスダフ（1831-1915）と友人になった。メスダフのいとこにあたる画家の、ローレンス・アルマ＝タデマ（1836-1912）とも知り合った。
1867年から1868年の間はロンドンで活動するが、ロンドンでも経済的な成功は得られず、すぐにブリュッセルに戻った。1868年に結婚し、その年友人のルイ・デュボア（1830-1880）とオランダを旅した。
デュボアらと1868年に設立された保守的な美術環境に対抗するために作られた美術家グループ、自由美術協会(Société Libre des Beaux-Arts)の創立会員になった。
1895年にブリュッセル市で亡くなった。

## 作品

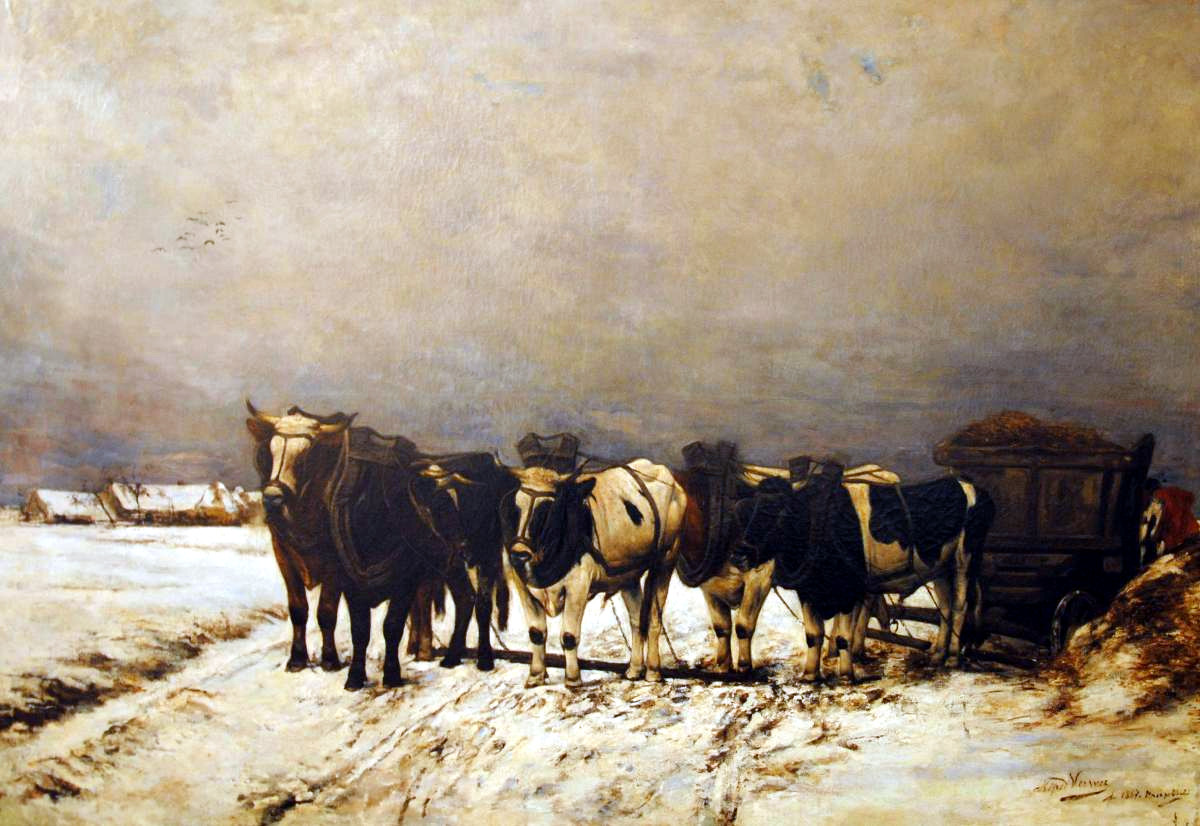
雪上の5頭の牛 (1867)
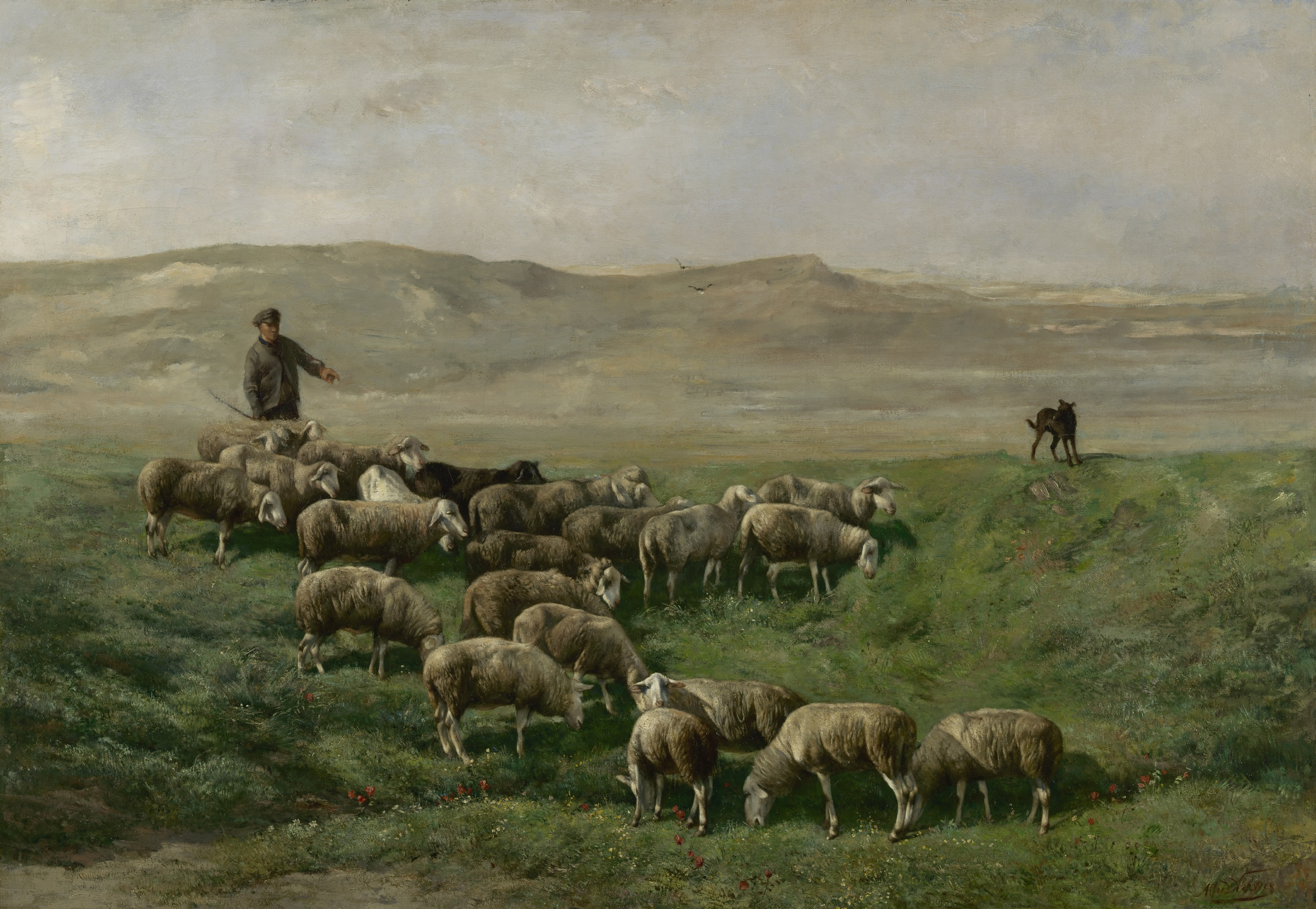
Heijst近くの砂丘の朝 (1869) Mesdag Collection
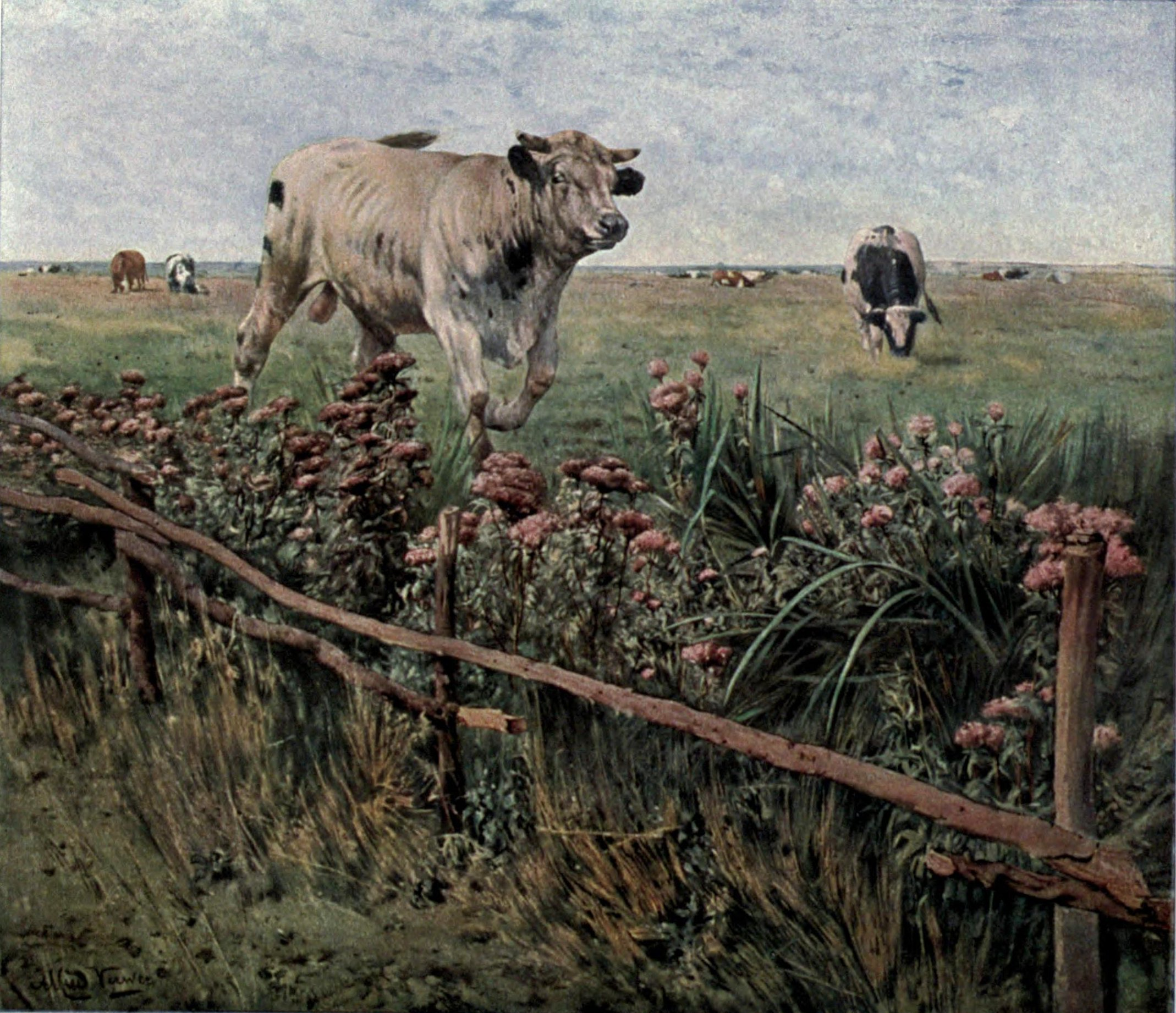
ヘンプの草叢と牛